# Mr.Children 1992-2002 Thanksgiving 25
『Mr.Children 1992-2002 Thanksgiving 25』（ミスター・チルドレン せんきゅうひゃくきゅうじゅうに にせんに サンクスギヴィング にじゅうご）は、日本のバンド・Mr.Childrenの配信限定ベスト・アルバム。2017年5月10日にトイズファクトリーより発売された。

## 音楽性
Mr.Childrenのメジャー・デビュー25周年を記念したベスト・アルバム。1992年から2002年までに発表された楽曲のうち、全25曲を収録。同期間に発売されたシングル曲全曲と、10thアルバム『IT'S A WONDERFUL WORLD』収録曲「蘇生」が収録されている。

## リリース・プロモーション
Mr.Childrenのアルバムとしては初となる配信限定でのリリース。1年間の期間限定配信で、配信限定ベスト・アルバム『Mr.Children 2003-2015 Thanksgiving 25』と同時発売。
本作配信最終日となる2018年5月9日、これまでリリースされた全楽曲のダウンロード・サブスクリプション配信が翌日の5月10日より解禁となることが発表された。

## アートワーク
本作のアートディレクターは森本千絵が担当。2017年1月10日に掲載されたMr.Childrenのメジャー・デビュー25周年の新聞広告と同一のビジュアルが使用されている。「七福神」をイメージしており、過去のMr.Childrenの作品のアートワークを立体にしてコラージュしている。森本以外のアートディレクターによる作品のビジュアルも登場しており、使用に際し森本はそれらの作品に携わったアートディレクターに手紙を書き、快諾を受けたという。また、メンバー4人は1stシングル『君がいた夏』のジャケットと同じ構図で撮影されている。

## ツアー
2017年6月10日から9月9日まで、9会場15公演に渡るドーム・スタジアムツアー『Mr.Children DOME & STADIUM TOUR 2017 Thanksgiving 25』を開催、約70万人を動員した。メジャー・デビュー25周年を記念したツアーで、大半がシングル曲で構成されたセットリストとなった。ツアータイトルについて、田原健一はスタジアムツアー『Mr.Children Stadium Tour -Hounen Mansaku- 夏祭り1995 空[ku:]』のような名前を付けたかったといい、桜井和寿は「『僕らおめでとう!』ではなくて、聞いてくださっているリスナーの方や足を運んでくださっているお客さんに対しての25周年分の感謝を伝えたい。っていう気持ちがそのままタイトルになったような感じ」と語っている。
サポートメンバーとして、SUNNY（キーボード・コーラス）、山本拓夫（サクソフォーン・フルート）、icchie（トランペット・トロンボーン）、チャラン・ポ・ランタンの小春（アコーディオン・コーラス）がホールツアー『Mr.Children Tour 2016 虹』『Mr.Children Hall Tour 2017 ヒカリノアトリエ』から引き続き参加。加えて、アリーナツアー『Mr.Children HOME TOUR 2007』およびスタジアムツアー『Mr.Children HOME TOUR 2007 -in the field-』以来10年ぶりに西村浩二（トランペット）、四家卯大（チェロ）、沖祥子（ヴァイオリン）も帯同し、計11人編成での演奏、パフォーマンスとなった。また、本ツアーのミュージック・ディレクターをケン・マスイが、クリエイティブ・ディレクターを丹下紘希が務めた。
ツアー最終日となる2017年9月9日に行なわれた熊本・えがお健康スタジアム公演の模様は、ライブ・ビデオ『Mr.Children DOME & STADIUM TOUR 2017 Thanksgiving 25』で映像化されたほか、2017年12月23日にBSスカパー!の特別番組『Mr.Children 25th Anniversary Live Special』で一部が放送された。また、2020年4月18日よりMr.Childrenの公式YouTubeチャンネルで本作品のライブ映像が期間限定公開されている。

## チャート成績
初週で約5.1万ダウンロードを計上し、2017年5月22日付のオリコン週間デジタルアルバムチャートで初登場1位を獲得。同時発売された配信限定ベスト・アルバム『Mr.Children 2003-2015 Thanksgiving 25』と合わせ、同チャートの1位と2位を独占した。翌週も約1.5万ダウンロードを記録し、2週連続で両作共に1位と2位をキープした。さらに3週目、4週目も1位となり、初週より4週連続で1位を獲得することとなった。また、7月24日付、8月7日付の同チャートでも1位に返り咲いたほか、9月11日付の同チャートより再び3週連続で1位を記録。通算9週に渡る1位獲得となった。
また、2017年5月17日公開のBillboard JAPAN週間総合アルバムチャート「Billboard Japan Hot Albums」でも、配信限定でのリリースながら初登場1位にランクイン。『Mr.Children 2003-2015 Thanksgiving 25』と合わせ、同チャートでも1位と2位を占めることとなった。翌週も1位を獲得し、同チャートでも2週連続1位を達成した。
2017年度のオリコン年間デジタルアルバムチャートおよびBillboard JAPAN年間ダウンロードアルバムチャート「Billboard Japan Download Albums of the Year 2017」では共に1位を記録し、『Mr.Children 2003-2015 Thanksgiving 25』と合わせて両チャートの1位と2位を独占した。なお、Billboard JAPAN年間総合アルバムチャート「Billboard Japan Hot Albums of the Year 2017」では7位となった。
本作の配信が終了となった翌2018年のオリコン年間デジタルアルバムチャートおよび「Billboard Japan Download Albums of the Year 2018」においても、それぞれ10位と9位にランクインしている。

## 収録内容
| 全作詞: 桜井和寿、全編曲: Mr.Children & 小林武史。 |                                                     |           |                     |                                                          |      |
| #                                                  | タイトル                                            | 作詞      | 作曲                |                                                          | 時間 |
| 1.                                                 | 「君がいた夏」                                      | 桜井和寿  | 桜井和寿            |                                                          | 5:51 |
| 2.                                                 | 「抱きしめたい」                                    | 桜井和寿  | 桜井和寿            |                                                          | 5:25 |
| 3.                                                 | 「Replay」                                          | 桜井和寿  | 桜井和寿            |                                                          | 4:30 |
| 4.                                                 | 「CROSS ROAD」                                      | 桜井和寿  | 桜井和寿            |                                                          | 4:34 |
| 5.                                                 | 「innocent world」                                  | 桜井和寿  | 桜井和寿            |                                                          | 5:46 |
| 6.                                                 | 「Tomorrow never knows」                            | 桜井和寿  | 桜井和寿            |                                                          | 5:09 |
| 7.                                                 | 「everybody goes -秩序のない現代にドロップキック-」 | 桜井和寿  | 桜井和寿 & 小林武史 |                                                          | 4:38 |
| 8.                                                 | 「【es】 〜Theme of es〜」                          | 桜井和寿  | 桜井和寿            |                                                          | 5:51 |
| 9.                                                 | 「シーソーゲーム 〜勇敢な恋の歌〜」                 | 桜井和寿  | 桜井和寿            |                                                          | 4:31 |
| 10.                                                | 「名もなき詩」                                      | 桜井和寿  | 桜井和寿            |                                                          | 5:28 |
| 11.                                                | 「花 -Mémento-Mori-」                               | 桜井和寿  | 桜井和寿            |                                                          | 4:48 |
| 12.                                                | 「マシンガンをぶっ放せ -Mr.Children Bootleg-」      | 桜井和寿  | 桜井和寿            |                                                          | 4:20 |
| 13.                                                | 「Everything (It's you)」                           | 桜井和寿  | 桜井和寿            |                                                          | 5:23 |
| 14.                                                | 「ニシエヒガシエ」                                  | 桜井和寿  | 桜井和寿            |                                                          | 5:00 |
| 15.                                                | 「終わりなき旅」                                    | 桜井和寿  | 桜井和寿            | 弦編曲: 四家卯大 & T.KOB                                 | 7:08 |
| 16.                                                | 「光の射す方へ」                                    | 桜井和寿  | 桜井和寿            |                                                          | 6:53 |
| 17.                                                | 「I'LL BE」                                         | 桜井和寿  | 桜井和寿            |                                                          | 5:38 |
| 18.                                                | 「口笛」                                            | 桜井和寿  | 桜井和寿            |                                                          | 5:50 |
| 19.                                                | 「NOT FOUND」                                       | 桜井和寿  | 桜井和寿            | 弦編曲: T.KOB & Stephen Barber & Tony Finno              | 4:56 |
| 20.                                                | 「優しい歌」                                        | 桜井和寿  | 桜井和寿            | 弦編曲: 小林武史 & 四家卯大                              | 3:36 |
| 21.                                                | 「youthful days」                                   | 桜井和寿  | 桜井和寿            | 弦編曲: 小林武史 & 四家卯大                              | 5:17 |
| 22.                                                | 「君が好き」                                        | 桜井和寿  | 桜井和寿            | 弦編曲: 小林武史 & 四家卯大                              | 4:30 |
| 23.                                                | 「蘇生」                                            | 桜井和寿  | 桜井和寿            | 弦編曲: 小林武史 & 四家卯大                              | 5:48 |
| 24.                                                | 「Any」                                             | 桜井和寿  | 桜井和寿            | 管編曲: 小林武史 & 山本拓夫、弦編曲: 小林武史 & 四家卯大 | 5:07 |
| 25.                                                | 「HERO」                                            | 桜井和寿  | 桜井和寿            | 弦編曲: 小林武史 & 四家卯大                              | 5:41 |
| 合計時間:                                          | 合計時間:                                           | 合計時間: | 合計時間:           | 131:38                                                   |      |

## 楽曲解説
1. 君がいた夏
  - 1stシングル。
  - NTTドコモ「docomo 25th Anniversary キャンペーン」CMソング[33][34]。
2. 抱きしめたい
  - 2ndシングル。
  - フジテレビ系月9ドラマ『ピュア』挿入歌。
  - NTTドコモdヒッツ「娘の帰り篇」CMソング[35]。
3. Replay
  - 3rdシングル。
  - グリコ「ポッキー」CMイメージソング[36]。
4. CROSS ROAD
  - 4thシングル。
  - 日本テレビ系ドラマ『同窓会』主題歌[37]。
5. innocent world
  - 5thシングル。
  - 日本コカ・コーラ「アクエリアス ネオ/アクエリアス イオシス」CMソング[38]。
6. Tomorrow never knows
  - 6thシングル。
  - フジテレビ系水曜劇場『若者のすべて』主題歌[39]。
  - 『BOLERO』や『Mr.Children 1992-1995』と同じく、アルバムバージョンで収録。
7. everybody goes -秩序のない現代にドロップキック-
  - 7thシングル。
8. 【es】 〜Theme of es〜
  - 8thシングル。
  - 東宝配給映画『【es】 Mr.Children in FILM』主題歌[40]。
  - 「'95 角川文庫の名作100」CMソング。
9. シーソーゲーム 〜勇敢な恋の歌〜
  - 9thシングル。
10. 名もなき詩
  - 10thシングル。
  - フジテレビ系月9ドラマ『ピュア』主題歌[41]。
  - 大王製紙「エリエール」CMソング。
11. 花 -Mémento-Mori-
  - 11thシングル。
  - NTTドコモ「docomo 25th Anniversary キャンペーン」CMソング[33][34]。
12. マシンガンをぶっ放せ
  - 12thシングル『マシンガンをぶっ放せ -Mr.Children Bootleg-』収録曲。
  - シングルバージョンでの収録。本バージョンのアルバム収録は今回が初となる。
13. Everything (It's you)
  - 13thシングル。
  - 日本テレビ系ドラマ『恋のバカンス』主題歌[42]。
14. ニシエヒガシエ
  - 14thシングル。
  - フジテレビ系ドラマ『きらきらひかる』主題歌[43]。
  - フジテレビ系ドラマ『きらきらひかる2』主題歌。
  - フジテレビ系ドラマ『きらきらひかる3』主題歌。
15. 終わりなき旅
  - 15thシングル。
  - フジテレビ系ドラマ『殴る女』主題歌[44]。
16. 光の射す方へ
  - 16thシングル。
17. I'LL BE
  - 17thシングル。
  - 資生堂「SEA BREEZE」CFイメージソング[45]。
  - シングルバージョンでの収録。本バージョンのアルバム収録は今回が初となる。
18. 口笛
  - 18thシングル。
19. NOT FOUND
  - 19thシングル。
  - フジテレビ系月9ドラマ『バスストップ』主題歌[46]。
20. 優しい歌
  - 20thシングル。
  - アサヒ飲料「WONDA」CMソング[47]。
21. youthful days
  - 21stシングル。
  - フジテレビ系月9ドラマ『アンティーク 〜西洋骨董洋菓子店〜』主題歌[48]。
  - キリンビバレッジ「大人のキリンレモン」CMソング[49]。
22. 君が好き
  - 22ndシングル。
  - フジテレビ系月9ドラマ『アンティーク 〜西洋骨董洋菓子店〜』挿入歌[50]。
23. 蘇生
  - 10thアルバム『IT'S A WONDERFUL WORLD』収録曲。
  - アサヒ飲料「WONDA」CMソング。
  - BBC EARTH製作映画『ライフ -いのちをつなぐ物語-』主題歌[51]。
  - 花王「アタック」30周年キャンペーンCMソング[52]。
  - 『Mr.Children 2001-2005 <micro>』と同じく、イントロとアウトロが短縮されたバージョンで収録。
24. Any
  - 23rdシングル。
  - NTTドコモ「NTT DoCoMo Group 10th Anniversary」キャンペーンCMソング[53]。
25. HERO
  - 24thシングル。
  - NTTドコモ「NTT DoCoMo Group 10th Anniversary」キャンペーンCMソング[54]。